# Елізавілл (Кентуккі)
Елізавілл (англ. Elizaville) — переписна місцевість (CDP) в США, в окрузі Флемінґ штату Кентуккі. Населення — 190 осіб (2020).

## Географія
Елізавілл розташований за координатами 38°24′54″ пн. ш. 83°49′13″ зх. д. / 38.41500° пн. ш. 83.82028° зх. д. (38.414980, -83.820152).  За даними Бюро перепису населення США в 2010 році переписна місцевість мала площу 2,66 км², з яких 2,66 км² — суходіл та 0,01 км² — водойми.

## Демографія
Згідно з переписом 2010 року, у переписній місцевості мешкала 181 особа в 83 домогосподарствах у складі 59 родин. Густота населення становила 68 осіб/км².  Було 97 помешкань (36/км²).
Расовий склад населення:
| - 100,0 % — білих |

До двох чи більше рас належало 0,0 %. Частка іспаномовних становила 0,0 % від усіх жителів.
За віковим діапазоном населення розподілялося таким чином: 14,9 % — особи молодші 18 років, 63,0 % — особи у віці 18—64 років, 22,1 % — особи у віці 65 років та старші. Медіана віку мешканця становила 51,5 року. На 100 осіб жіночої статі у переписній місцевості припадало 96,7 чоловіків;  на 100 жінок у віці від 18 років та старших — 97,4 чоловіків також старших 18 років.
За межею бідності перебувало 17,9 % осіб, у тому числі 63,0 % дітей у віці до 18 років та 0,0 % осіб у віці 65 років та старших.
Цивільне працевлаштоване населення становило 123 особи. Основні галузі зайнятості: виробництво — 30,9 %, роздрібна торгівля — 24,4 %, будівництво — 18,7 %.